# Христо Върбанов
Христо Върбанов е български свещеник от края на XIX век. Неговите спомени за Освобождението на Варна са приети с интерес от Варненското археологическо дружество през 1912 г.

## Дейност
Роден е в Шумен през 1844 г. През 1875 г. е свещеник в Каспичан, но от 29 юни Петровден е поканен във Варна от Велико Христов, Янаки Жеков, Янко Славчев и Христо Самсаров от Варненската българска община. Избран е също за архиерейски наместник във варненското турско съдилище. Застъпва се за освобождаването на авренския и котлубейския свещеници, арестувани при избухването на Руско-турската война през 1877 година. Способства за избавлението на христинските бежанци от Каварненското въстание.
Заедно с Велико Христов е избран измежду българското население на Варна да приветства войските начело с генерал Аркадий Столипин. На 27 юли (9 август) 1978 г. Христо Върбанов отслужва благодарствен молебен в църквата „Архангел Михаил" по случай Освобождението на Варна. През следващите месеци свещ. Върбанов активно обикаля околните села и насочва жителите им от гръцката към българската Великопреславска епархия.
Поп Христо участва във военни действия като свещеник на Осми пеши приморски полк. През 1888 г. е назначен на длъжност свещеник в същия полк.
На 30 юли 1890 г. се провеждат избори за градско-общински съветници в българското първоначално училище при дома на свещеник Хр. Върбанов.
През 1893 г. поп Христо свещенодейства в манастирската църква „Cвети Димитрий“ на Двореца Евксиноград.
Умира като гарнизонен свещеник на Варна на 17 април 1910 г.

## Памет
Улица "Поп Христо Върбанов" във варненския Район Одесос носи името на възрожденеца.